# Sulettaria
Sulettaria  — рід однодольних рослин з родини імбирні. Складається з 9 видів. 2018 року цей рід було виокремлено з роду елетарія. Отримав назву начесть регіону Сундаланд і о. Сулавесі.

## Опис
Зовнішністю схожі на представників роду елетарія, лише молекулярний філогенетичний аналіз дозволів ствдно виокремити ці види в самостійний рід. Також це сприяло викоремленю видів з різних частин ареалу.

## Розповсюдження
Поширено переважно на півночі острова Калімантан, острові Суматра та Малайському півострові. Культивується також у В'єтнамі й Таїланді.

## Застосування
Зелені насіннєві коробочки сушать разом з насінням. Широко застосовують в індонезійській і малайзійській кухнях в цілому або в молотому вигляду.

## Види
- Sulettaria brachycalyx
- Sulettaria kapitensis
- Sulettaria linearicrista
- Sulettaria longipilosa
- Sulettaria longituba
- Sulettaria multiflora
- Sulettaria rubida
- Sulettaria stoloniflora
- Sulettaria surculosa